# Bahnstrecke Montreux–Lenk im Simmental
| |             | Montreux (lac) Schifflände Genfersee (CGN) SBB von Lausanne nach Brig |                                                                     |
| Kopfbahnhof Streckenanfang                                                                                                | 0,00        | Montreux SBB / MOB / MVR                                              | 395 m ü. M.                                                         |
| |             |                                                                       |                                                                     |
| Strecke |             | Kehrtunnel Montreux (184 m)                                           | Kehrtunnel Montreux (184 m)                                         |
| Kreuzung mit Tunnelstrecke und Streckenende (im Tunnel) · Strecke quer (im Tunnel) · Strecke nach rechts und Tunnelanfang |             | MVR nach Glion und Rochers de Naye                                    | MVR nach Glion und Rochers de Naye                                  |
| Haltepunkt / Haltestelle links · Haltepunkt / Haltestelle                                                                 | 0,63        | Montreux-Collège                                                      | 430 m ü. M.                                                         |
| Haltepunkt / Haltestelle                                                                                                  | 0,97        | Vuarennes                                                             | 445 m ü. M.                                                         |
| Haltepunkt / Haltestelle                                                                                                  | 1,52        | Belmont-sur-Montreux                                                  | 465 m ü. M.                                                         |
| Dienststation / Betriebs- oder Güterbahnhof                                                                               | 1,76        | Collondalles                                                          | 476 m ü. M.                                                         |
| Haltepunkt / Haltestelle                                                                                                  | 2,17        | Châtelard VD                                                          | 500 m ü. M.                                                         |
| |             | Autobahn A9 (110 m, seit 1969)                                        |                                                                     |
| Haltepunkt / Haltestelle links · Haltepunkt / Haltestelle                                                                 | 2,69        | Planchamp                                                             | 523 m ü. M.                                                         |
| |             |                                                                       |                                                                     |
| Strecke von links (außer Betrieb) (im Tunnel) · Kreuzung geradeaus oben (Querstrecke außer Betrieb)                       |             | von Clarens (1912–1955) Fontanivent (82 m)                            | von Clarens (1912–1955) Fontanivent (82 m)                          |
| |             |                                                                       |                                                                     |
| Bahnhof · Abzweig quer, ehemals nach rechts und ehemals von rechts · Strecke nach rechts                                  | 3,30        | Fontanivent / Kehre                                                   | 560 m ü. M.                                                         |
| Strecke · Strecke nach links (außer Betrieb)                                                                              |             | nach Blonay (1912–1955)                                               | nach Blonay (1912–1955)                                             |
| Abzweig geradeaus und von links · Betriebs-/Güterbahnhof Streckenende und quer                                            | 4,23        | Depot                                                                 | Depot                                                               |
| Bahnhof · Strecke von links                                                                                               | 4,28        | Chernex / MVR nach Blonay                                             | 600 m ü. M.                                                         |
| Strecke · Abzweig geradeaus und von links · Strecke von rechts (im Tunnel)                                                |             | Kehrtunnel Chamby (314 m)                                             | Kehrtunnel Chamby (314 m)                                           |
| Strecke · Bahnhof · Tunnelende                                                                                            | 7,15        | Chamby (Keilbahnhof)                                                  | 749 m ü. M.                                                         |
| Haltepunkt / Haltestelle · Kilometer-Wechsel · Kilometer-Wechsel                                                          | 5,49        | Sonzier / Km-Sprünge -70 m / -69 m                                    | 655 m ü. M.                                                         |
| Strecke nach links · Strecke nach rechts · Strecke                                                                        |             | Umtrassierung 1945                                                    | Umtrassierung 1945                                                  |
| Bahnhof · Bahnhof rechts                                                                                                  | 9,13        | Sendy-Sollard                                                         | 870 m ü. M.                                                         |
| Brücke über Wasserlauf |             | Gardiol, Bois des Chenaux (93 m)                                      | Gardiol, Bois des Chenaux (93 m)                                    |
| Kilometer-Wechsel |             | Km-Sprung +75 m                                                       | Km-Sprung +75 m                                                     |
| |             |                                                                       |                                                                     |
| Bahnhof | 10,86       | Les Avants Übergang zur Standseilbahn nach Sonloup                    | 970 m ü. M.                                                         |
| |             |                                                                       |                                                                     |
| Tunnel |             | Les Avants (153 m)                                                    | Les Avants (153 m)                                                  |
| Tunnel |             | Râpes-de-Jor I (45 m)                                                 | Râpes-de-Jor I (45 m)                                               |
| Tunnel |             | Râpes-de-Jor II (17 m)                                                | Râpes-de-Jor II (17 m)                                              |
| Tunnel |             | Râpes-de-Jor III (23 m)                                               | Râpes-de-Jor III (23 m)                                             |
| Tunnel |             | Râpes-de-Jor IV (64 m)                                                | Râpes-de-Jor IV (64 m)                                              |
| Tunnel |             | Râpes-de-Jor V (25 m)                                                 | Râpes-de-Jor V (25 m)                                               |
| Tunnel |             | Râpes-de-Jor VI (33 m)                                                | Râpes-de-Jor VI (33 m)                                              |
| Bahnhof | 12,66       | Jor                                                                   | 1084 m ü. M.                                                        |
| Brücke über Wasserlauf |             | Baye de Montreux (21 m)                                               | Baye de Montreux (21 m)                                             |
| Tunnelanfang |             | Jaman (2424 m)                                                        | Jaman (2424 m)                                                      |
| |             |                                                                       |                                                                     |
| Grenze (im Tunnel) | 14,16 14,30 | Scheitelpunkt Kantonsgrenze VD–FR                                     | 1115 m ü. M.                                                        |
| |             |                                                                       |                                                                     |
| Tunnelende |             |                                                                       |                                                                     |
| Bahnhof | 15,21       | Les Cases                                                             | 1111 m ü. M.                                                        |
| Bahnhof | 16,98       | Allières                                                              | 1006 m ü. M.                                                        |
| Tunnel |             | Gîtes (76 m)                                                          | Gîtes (76 m)                                                        |
| Tunnel |             | Botsets (40 m)                                                        | Botsets (40 m)                                                      |
| Brücke über Wasserlauf |             | Flon (45 m)                                                           | Flon (45 m)                                                         |
| Bahnhof | 20,40       | Les Sciernes                                                          | 882 m ü. M.                                                         |
| Strecke nach links · Strecke von rechts (im Tunnel)                                                                       |             | Sciernes (52 m)                                                       | Sciernes (52 m)                                                     |
| Strecke von links · Strecke nach rechts (im Tunnel)                                                                       |             |                                                                       |                                                                     |
| Brücke über Wasserlauf |             | Hongrin (45 m)                                                        | Hongrin (45 m)                                                      |
| Tunnel |             | Montbovon (162 m)                                                     | Montbovon (162 m)                                                   |
| Abzweig geradeaus und von links                                                                                           | 22,16       | TPF von Bulle                                                         | TPF von Bulle                                                       |
| Bahnhof | 22,16       | Montbovon                                                             | 797 m ü. M.                                                         |
| |             | Tine (161 m) , Kantonsgrenze FR–VD                                    |                                                                     |
| Bahnhof | 24,99       | La Tine                                                               | 850 m ü. M.                                                         |
| Brücke über Wasserlauf |             | La Sarine (48 m)                                                      | La Sarine (48 m)                                                    |
| Strecke |             | Lac du Vernex                                                         | Lac du Vernex                                                       |
| Bahnhof | 28,27       | Rossinière                                                            | 891 m ü. M.                                                         |
| Haltepunkt / Haltestelle                                                                                                  | 29,39       | La Chaudanne-Les Moulins                                              | 886 m ü. M.                                                         |
| Tunnel |             | Chaudanne (190 m)                                                     | Chaudanne (190 m)                                                   |
| |             |                                                                       |                                                                     |
| Bahnhof | 32,66       | Château-d’Oex Anschluss Luftseilbahn Château-d'Oex–Pra-Perron         | 965 m ü. M.                                                         |
| |             |                                                                       |                                                                     |
| Haltepunkt / Haltestelle                                                                                                  | 33,66       | Château-d'Oex La Palaz                                                | 980 m ü. M.                                                         |
| |             |                                                                       |                                                                     |
| Haltepunkt / Haltestelle                                                                                                  | 34,57       | Les Granges-Gérignoz ehem. Les Granges (Château-d’Oex)                | 997 m ü. M.                                                         |
| |             |                                                                       |                                                                     |
| Haltepunkt / Haltestelle                                                                                                  | 36,13       | Les Combes (seit 1933)                                                | 994 m ü. M.                                                         |
| Brücke über Wasserlauf |             | Viaduc Flendruz (127 m), Ciernes Picat                                | Viaduc Flendruz (127 m), Ciernes Picat                              |
| Bahnhof | 37,42       | Flendruz                                                              | 980 m ü. M.                                                         |
| Bahnhof | 39,32       | Rougemont                                                             | 992 m ü. M.                                                         |
| Brücke |             | Rougemont (98 m), H11                                                 | Rougemont (98 m), H11                                               |
| Brücke über Wasserlauf |             | Vanel (61 m), Grischbach                                              | Vanel (61 m), Grischbach                                            |
| |             | Umtrassierung 1991                                                    |                                                                     |
| Haltepunkt / Haltestelle (Strecke außer Betrieb) · Strecke                                                                | 40,57       | Le Vanel (1935–1982)                                                  | Le Vanel (1935–1982)                                                |
| Strecke (außer Betrieb)                                                                                                   |             | Vanel (473 m), Kantonsgrenze VD–BE                                    | Vanel (473 m), Kantonsgrenze VD–BE                                  |
| |             |                                                                       |                                                                     |
| Bahnhof | 43,34       | Saanen                                                                | 1010 m ü. M.                                                        |
| Bahnhof · Bahnhof rechts                                                                                                  | 45,78       | Gstaad                                                                | 1049 m ü. M.                                                        |
| |             | Viadukt Gstaad (115 m)                                                |                                                                     |
| Bahnhof | 48,30       | Gruben                                                                | 1141 m ü. M.                                                        |
| |             |                                                                       |                                                                     |
| Strecke nach links · Strecke quer · Strecke von rechts                                                                    |             |                                                                       |                                                                     |
| Strecke von links · Strecke nach rechts                                                                                   |             |                                                                       |                                                                     |
| Bahnhof | 50,88       | Schönried                                                             | 1231 m ü. M.                                                        |
| Kulminations-/Scheitelpunkt                                                                                               | 52,52       | Saanenmöser                                                           | 1275 m ü. M.                                                        |
| |             |                                                                       |                                                                     |
| Bahnhof | 53,09       | Saanenmöser Anschluss Gondelbahn zum Saanerslochgrat                  | 1269 m ü. M.                                                        |
| |             |                                                                       |                                                                     |
| Tunnel |             | Saanenmöser (90 m)                                                    | Saanenmöser (90 m)                                                  |
| Brücke über Wasserlauf |             | Teufelsgraben (64 m), Horenbach                                       | Teufelsgraben (64 m), Horenbach                                     |
| Brücke über Wasserlauf |             | Kaltenbrunnen (165 m), Umtrassierung 1991                             | Kaltenbrunnen (165 m), Umtrassierung 1991                           |
| Kilometer-Wechsel | 55,82       | Km-Sprung +106 m                                                      | Km-Sprung +106 m                                                    |
| Bahnhof | 56,91       | Oeschseite                                                            | 1151 m ü. M.                                                        |
| |             |                                                                       |                                                                     |
| Strecke von links (im Tunnel) · Dienststation / Betriebs- oder Güterbahnhof quer · Strecke nach rechts                    | 59,59       | Halten                                                                | 1046 m ü. M.                                                        |
| Strecke nach links (im Tunnel) · Strecke von rechts                                                                       |             | Kehrtunnel Moosbach (458 m), Umtrassierung 1984                       | Kehrtunnel Moosbach (458 m), Umtrassierung 1984                     |
| Brücke über Wasserlauf |             | Moosbach (62 m)                                                       | Moosbach (62 m)                                                     |
| Abzweig nach links und von links                                                                                          | 62,37       | Zweisimmen                                                            | 941 m ü. M.                                                         |
| |             |                                                                       |                                                                     |
| Strecke |             | Übergang zur BLS nach Spiez Anschluss Gondelbahn Eggweid–Rinderberg   | Übergang zur BLS nach Spiez Anschluss Gondelbahn Eggweid–Rinderberg |
| |             |                                                                       |                                                                     |
| Brücke über Wasserlauf |             | Simme (25 m)                                                          | Simme (25 m)                                                        |
| Bahnhof | 64,07       | Blankenburg                                                           | 958 m ü. M.                                                         |
| Haltepunkt / Haltestelle                                                                                                  | 66,97       | Stöckli                                                               | 969 m ü. M.                                                         |
| Bahnhof | 68,74       | St. Stephan                                                           | 994 m ü. M.                                                         |
| Bahnhof | 70,93       | Matten i.S.                                                           | 1023 m ü. M.                                                        |
| Haltepunkt / Haltestelle                                                                                                  | 73,72       | Boden                                                                 | 1037 m ü. M.                                                        |
| Bahnhof | 75,22       | Lenk im Simmental                                                     | 1068 m ü. M.                                                        |
| | 75,42       |                                                                       |                                                                     |
| |             |                                                                       |                                                                     |
| Quellen: |             |                                                                       |                                                                     |

|       |  |  |  |
| 1. 2. |  |  |  |

Die Bahnstrecke Montreux–Lenk im Simmental ist eine meterspurige Schmalspurbahn in der Schweiz. Sie wird von der Montreux-Berner Oberland-Bahn (MOB) betrieben und verbindet Montreux am Genfersee über Les Avants, Montbovon, Rossinière, Château-d’Oex, Rougemont, Saanen und Gstaad mit Zweisimmen und mittels einer Spitzkehre im Bahnhof Zweisimmen mit Lenk. Sie führt durch die Kantone Waadt, Freiburg und Bern. Der Abschnitt Montreux–Zweisimmen ist Teil der Golden-Pass-Line.

## Geschichte
In den 1890er-Jahren begannen Bestrebungen für eine Eisenbahnverbindung entlang der Alpentransversale von Montreux nach Luzern. Den ersten Schritt ging der Kanton Bern mit dem Bau einer Teilstrecke von Spiez nach Erlenbach im Simmental (Eröffnung im August 1897). Im Gegensatz zu den waadtländischen Planungen hatte sich hier der Kanton Bern für eine Normalspurstrecke entschieden. 1902 wurde diese Strecke (Spiez-Erlenbach-Zweisimmen-Bahn) bis Zweisimmen verlängert, wo eine vom Genfersee ausgehende waadtländische Strecke anschließen sollte.  
Die Konzession für diese Strecke wurde 1898 von der Bundesversammlung von Montreux bis vorläufig Montbovon erteilt. 1900 begannen die Bauarbeiten dieser meterspurigen, letztlich bis Zweisimmen bzw. Lenk führenden Strecke. 1901 wurde die Bergstrecke von Montreux über Chamby hinauf nach Les Avants eröffnet. Die Fahrt durch den folgenden Scheiteltunnel und hinunter nach Montbovon wurde 1903 eröffnet. 1899 wurde auch die Konzession von Montbovon bis Zweisimmen erteilt. Ab Montbovon folgt die MOB dem Verlauf der Saane hinauf bis Gstaad (Eröffnung 1904) und dann über die Passhöhe von  Saanenmöser hinunter nach Zweisimmen, das 1905 erreicht wurde. 
Für die Nebenstrecke Zweisimmen-Lenk im Simmental aufwärts erhielt die MOB die Konzession 1906. Wegen Finanzierungsschwierigkeiten begannen die Bauarbeiten aber erst im April 1910 (Eröffnung 1912). Direkte Züge sind nur mittels Spitzkehre im Bahnhof Zweisimmen möglich, wurden aber in verschiedenen Fahrplanperioden angeboten.
| Betriebsaufnahme          | Betriebsaufnahme  |
| Abschnitt                 | Datum             |
| ------------------------- | ----------------- |
| Montreux – Les Avants     | 12. Dezember 1901 |
| Les Avants – Montbovon    | 01. Oktober 1903  |
| Montbovon – Château-d’Oex | 19. August 1904   |
| Château-d’Oex – Gstaad    | 20. Dezember 1904 |
| Gstaad – Zweisimmen       | 06. Juli 1905     |
| Zweisimmen – Lenk         | 08. Juni 1912     |

Die Streckenführung über Gstaad war ursprünglich nicht von der MOB geplant, da Gstaad an die Eisenbahnlinie von Aigle über Les Diablerets und den Col du Pillon nach Saanen angeschlossen werden sollte. Da sich deren Bau jedoch verzögerte, ersuchte Gstaad bei der MOB um die Einbeziehung in die Strecke. Die Eisenbahnlinie von Aigle wurde später auch nicht komplett vollendet, sondern endete als Chemin de fer Aigle–Sépey–Diablerets (ASD) in Les Diablerets. Ebenfalls nie realisiert wurde die geplante Weiterführung der Strecke Zweisimmen-Lenk durch den Rawil nach Sion.

## Zugleistungen auf der Strecke
Nebst dem Golden-Pass-Express verkehren diverse Regionalzüge auf der Strecke:
- Panorama Express (PE) Golden-Pass-Express Montreux–Zweisimmen mit Halten in Montbovon, Château-d’Oex, Gstaad, Schönried und Saanenmöser.
- PE 30 Golden-Pass Panoramic und Golden-Pass Belle Epoque Montreux–Zweisimmen, zwischen Fontanivent und Zweisimmen mit Halt (oder Halt auf Verlangen) an fast allen Stationen
- Regio 34 Montreux–Les Avants(–Château-d'Oex)
- Regio 32 (Gstaad–)Zweisimmen–Lenk
- Regio 31  Zweisimmen–Lenk im Simmental

## Anschlusslinien

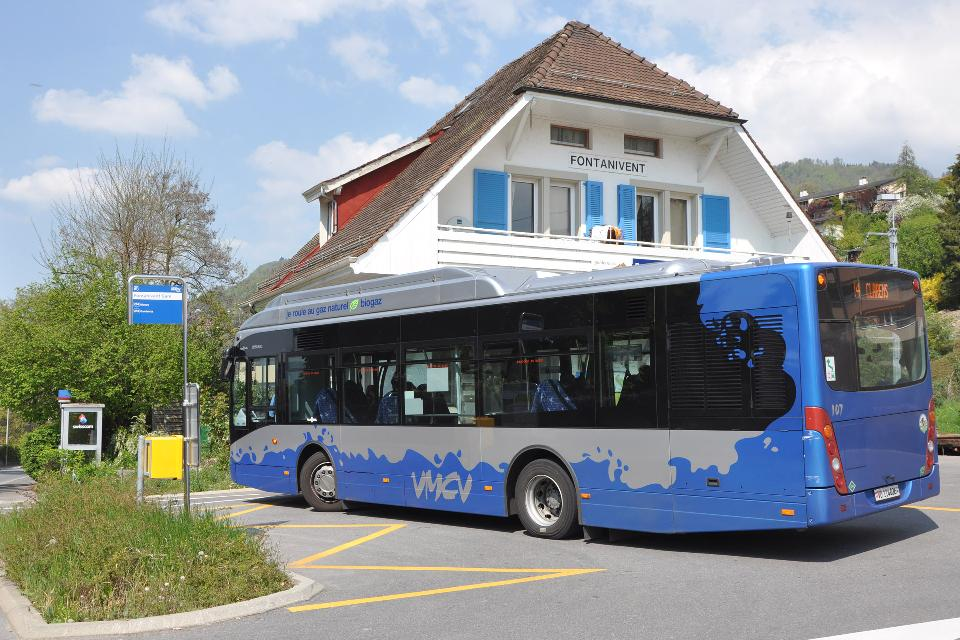
Der Bahnhof Fontanivent, hier zweigte die ehemalige Clarens-Chailly-Blonay-Bahn ab

In Chamby zweigt die ehemalige Strecke der Chemins de fer électriques Veveysans (CEV) nach Blonay ab. Seit der 1966 erfolgten Einstellung des Personenverkehrs der CEV betreibt die Museumsbahn Blonay–Chamby an Sommerwochenenden einen fahrplanmässigen Nostalgieverkehr. Die Strecke gehört immer noch der Transports Montreux–Vevey–Riviera, der Nachfolgegesellschaft der CEV.
Im Bahnhof Montbovon besteht Anschluss an das Streckennetz der Transports publics fribourgeois (TPF) nach Bulle, früher Chemins de fer fribourgeois Gruyère–Fribourg–Morat (GFM), noch zuvor Chemins de fer Electriques de la Gruyère (CEG), der die Depotwerkstätte in Montbovon gehört und die mit der MOB gelegentlich auch Rollmaterial austauscht. In der Bauzeit beider Strecken bildete sich ein handfester Streit zwischen den freiburgischen Initianten dieser Bahn und der waadtländisch-bernisch beherrschten MOB heraus. Die Freiburger reichten ihrerseits ein Konzessionsgesuch für den Bau einer Bahn nach Zweisimmen ein; sie wollten durchgehende Züge von Bulle her, allenfalls von Vevey, über Montbovon bis Zweisimmen führen und dabei ab Montbovon durchlaufende Wagen ab Montreux mitnehmen. Das Eidgenössische Eisenbahndepartement führte deshalb am 23. Juni 1899 eine Einigungsverhandlung mit den beiden Initiativkomitees und den betroffenen Kantonsregierungen durch. Da die Berner und Waadtländer Regierung das Komitee aus Montreux unterstützten, willigten die Freiburger ein, auf die Konzession zu verzichten, erhielten aber das Recht, den Bahnhof Montbovon zu bauen (der bis heute der TPF gehört). Noch offen liessen die Bundesvertreter, wer das Eigentum an der kurzen Strecke von Montbovon bis zur Kantonsgrenze vor La Tine erhalten sollte. Das Konzessionsgesuch der freiburgischen Initianten sah eine Strassenbahn, dasjenige der Waadtländer Initianten eine Bahn auf eigenem Bahnkörper vor. Der Bundesrat beantragte dem eidgenössischen Parlament, die Konzession «von Montbovon bzw. von der Kantonsgrenze» nach Zweisimmen zu erteilen, sodass sich die beiden Unternehmen vertraglich zu einigen hätten, ob die eine oder die andere Strecke gebaut werde. Auf jeden Fall aber verpflichtete die Konzession die MOB dazu, die Strecke so zu bauen, dass die Fahrzeuge der Greyerzer Bahnen auf ihr verkehren könnten. Damit waren die beiden Unternehmen verpflichtet, dieselben Normalien anzuwenden. Schliesslich wurde in einem Vertrag vom 12. März 1907 über die Regelung des Zusammenschlusses der Strecken der MOB und der CEG festgehalten, dass die Eigentumsgrenze 117 m ausserhalb der Einfahrweiche von Château-d’Oex liege und die CEG auf ihre Konzession für die anschliessende Strecke verzichte.
Ab dem Bahnhof Zweisimmen führt die von der BLS AG betriebene Simmentalbahn nach Spiez und gewährt Anschlüsse nach Interlaken, Luzern, Brig und Bern.
Seit dem Fahrplanwechsel vom 11. Dezember 2022 gibt es auf der Golden-Pass-Line Direktverbindungen zwischen Interlaken und Montreux. Dazu wurden (erstmals in der Schweiz) eine Umspuranlage gebaut und Züge beschafft, die für die Fahrt sowohl auf  Normal- als auch auf Meterspur umgestellt werden können. Eine aus touristischer Sicht wünschbare Fahrt dieser Züge von bzw. bis Luzern ist damit jedoch noch nicht möglich, denn auf der Brünigstrecke wären zusätzlich Brems-Zahnräder erforderlich.

## Bauwerke
Die Bahnstrecke führt über 17 Brücken und durch 19 Tunnels.
Der ursprünglich 298 Meter lange Moosbachtunnel (südlich von Zweisimmen) wurde 1984 durch einen danebenliegenden 458 Meter langen Neubautunnel ersetzt, der neue Streckenabschnitt wurde am 14. November 1984 eröffnet. Dieser hat ein erweitertes Profil, damit auch geschemelte Normalspurwagen durch ihn befördert werden könnten.
Der vollständig umgebaute und erneuerte Bahnhof Gstaad wurde am 12. Juni 2009 in Betrieb genommen.